# AmebaVision
AmebaVision（アメーバビジョン）は、かつてサイバーエージェントが運営していた動画共有サービス。
もともとは動画配信サービスであったが、2006年（平成18年）7月13日に投稿機能を追加。アップロード形式として、AVI、WMV、MPEG-4、MOV、3GPP、AMC、FLV、MPEG-1、3GP、3G2、VOBに対応しており、上限は100MB/1ファイル、1ユーザーあたりのファイル容量は2007年（平成19年）1月31日に無制限とした。
APIが公開されており、1月15日から2007年10月1日のメンテナンス前まではニコニコ動画のものが使用されていた。2007年（平成19年）2月上旬からニコニコ動画のアクセス増加で負荷が大幅に増え、ニコニコ動画を運営するニワンゴの担当者によると「専用回線を用意してもらっているが、負荷が高い状況が続いている」といっていた。

## 概要
2008年（平成20年）10月までに投稿された動画の本数は60万本以上である。既存のテレビ局や雑誌などとのタイアップによるレギュラー番組も放送している。
AmebaVisionもアメーバブログも一方で新規アカウントを設定すると他方も同時に設定されることから、投稿者はアメーバブログを開設している場合が多い。AmebaVisionの動画視聴はアメーバ会員の登録をしなくてもできる。
モバイル版も公開されており、NTTドコモやau、SoftBankの新機種（FOMA 700i・900i シリーズ以降、au　CDMA 1X WIN、SoftBank 3G携帯)では動画を再生することができる。モバイルのカテゴリーまで用意されている。
著作権侵害のある動画は、著作権者の判断を待たず運営者が独自に判断して削除対応しており、ほとんど見かけないが、個別の通報に対する対応は遅れることもある。2007年4月に、AmebaVisionに無断転載された東京都知事選挙に出馬した候補者の政見放送に対して、選挙管理委員会が削除依頼を行った。
2009年（平成21年）8月1日まではアダルトな内容の動画は程度によっては許可されており、おとなフィルターをかけた対応を行っていたが、廃止された。

## サービス終了
有名人・著名人らが投稿した動画で注目を集めたが、2010年（平成22年）3月31日に原宿の番組収録用スタジオ「アメーバスタジオ」が運営を終了し、2012年（平成24年）3月27日にAmebaVisionの終了が発表された。投稿は同年6月5日で受付を終了し、6月6日以降は動画再生や投稿者自身が行う保存目的のダウンロードのみとなり、動画の公開と保存目的のダウンロードも2013年（平成25年）1月22日で終了し、動画は消去された。